# El Galpón
El Galpón est une localité argentine située dans la province de Salta et dans le département de Metán.

## Personnalités liées
- Eduardo Falú (1923-2013), musicien, guitariste et auteur-compositeur argentin.